# Eucalyptus cypellocarpa
Eucalyptus cypellocarpa är en myrtenväxtart som beskrevs av Lawrence Alexander Sidney Johnson. Eucalyptus cypellocarpa ingår i släktet Eucalyptus och familjen myrtenväxter. Inga underarter finns listade i Catalogue of Life.

## Bildgalleri

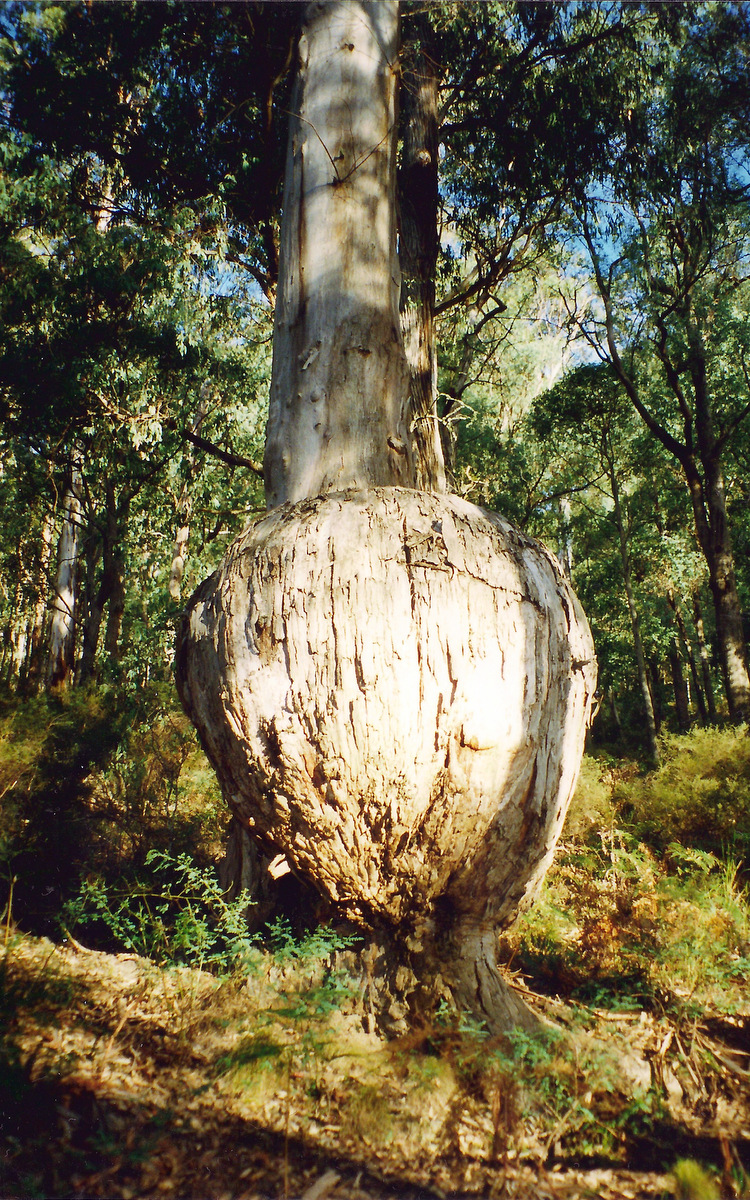
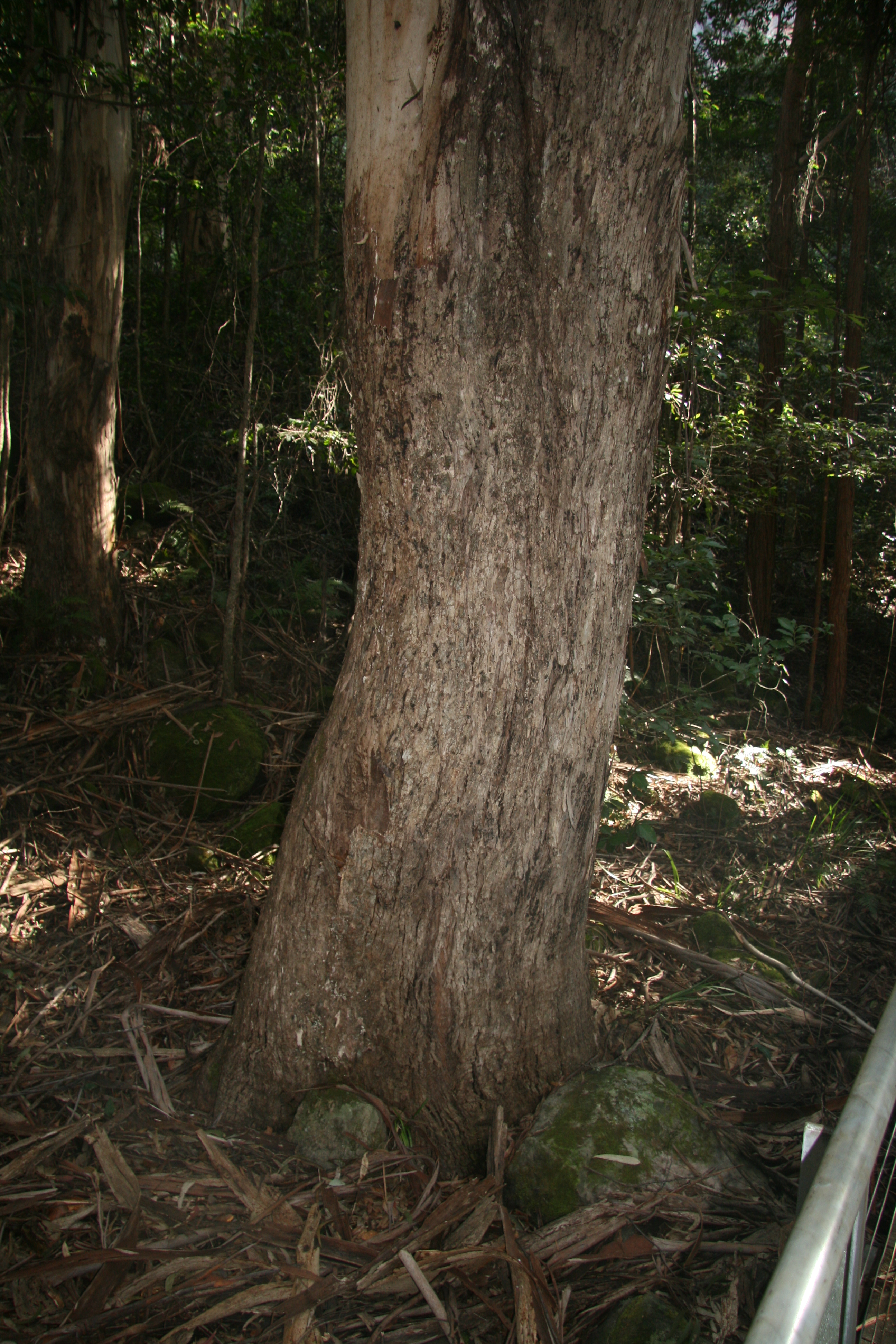